# Bound for Glory (2020)
Bound for Glory (2020) – gala wrestlingu, zorganizowana przez amerykańską federację Impact Wrestling (IW), która była nadawana na żywo w systemie pay-per-view i za pośrednictwem platformy Fite.tv. Odbyła się 24 października 2020 Skyway Studios w Nashville. Była to szesnasta gala z cyklu Bound for Glory, a zarazem trzecie pay-per-vie IW w 2020.
Karta walk składała się z siedmiu pojedynków, w tym czterech o tytuły mistrzowskie, a samo wydarzenie poprzedził pre-show match. Walką wieczoru był Singles match, w którym Rich Swann odebrała Impact World Championship Ericowi Youngowi. W Fatal Four Way Tag Team matchu The North (Ethan Page i Josh Alexander) zdobyli Impact World Tag Team Championship po zwycięstwie nad dotychczasowymi mistrzami The Motor City Machine Guns (w walce brał udział tylko Chris Sabin), The Good Brothers (Doc Gallows i Karl Anderson) oraz Ace’em Austinem i Madmanem Fultonem. Deonna Purrazzo utraciła Impact Knockouts Championship na rzecz Su Yung, natomiast Impact X Division Champion, Rohit Raju, zachował tytuł mistrzowski, zwyciężając Chrisa Beya, Jordynne Grace, TJP, Treya Miguela i Williego Macka w Six Way Intergender Scramble matchu. Przed galą, w wydarzeniu o nazwie Countdown of the Glory, Ken Shamrock został włączony do Impact Wrestling Hall of Fame.

## Tło
Na Slammiversary (2020) Impact Wrestling podał informację, że szesnasta edycja Bound for Glory odbędzie się 24 października 2020.

## Rywalizacje
Bound for Glory oferowało walki wrestlingu z udziałem różnych zawodników na podstawie przygotowanych wcześniej scenariuszy i rywalizacji, które są realizowane podczas cotygodniowych odcinków programu Impact!. Wrestlerzy odgrywają role pozytywnych (face) lub negatywnych bohaterów (heel), którzy rywalizują pomiędzy sobą w seriach walk mających budować napięcie.

## Wyniki walk
Zestawienie zostało oparte na źródle:
| Nr | Walki* | Stypulacje | Czas  |
| --- | --- | --- | ----- |
| 1P | The Deaners (Cody Deaner i Cousin Jake) pokonali The Rascalz (Dez i Wentz) | Tag Team match | 3:42  |
| 2 | Rohit Raju (c) pokonał Chrisa Beya, Jordynne Grace, TJP, Treya Miguela i Williego Macka | Six Way Intergender Scramble match o Impact X Division Championship | 13:20 |
| 3 | Rhino wygrał, eliminując jako ostatniego Samiego Callihana | 20-osobowy Intergender Call Your Shot Guntlet match; zwycięzca może wybrać mecz o dowolny tytuł mistrzowski Jeśli Rhino wygrałby, Heath otrzymałby kontrakt zawodniczy Impact Wrestling. Jeśli żaden z nich obu nie wygrałby meczu, Rhino zostałby zwolniony. | 25:22 |
| 4 | Moose pokonał EC3 | Singles match | 9:49  |
| 5 | Ken Shamrock (z Samim Callihanem) pokonał Eddiego Edwardsa w wyniku zmuszenia do poddania | Singles match | 12:32 |
| 6 | The North (Ethan Page i Josh Alexander) pokonali The Motor City Machine Guns (Alex Shelley i Chris Sabin) (c), The Good Brothers (Doc Gallows i Karl Anderson) oraz Ace’a Austina i Madmana Fultona | Fatal Four Way Tag Team match o Impact World Tag Team Championship | 14:26 |
| 7 | Su Yung pokonała Deonnę Purrazzo (c) (z Kimber Lee) | Singles match o Impact Knockouts Championship | 15:05 |
| 8 | Rich Swann pokonał Erica Younga (c) | Singles match o Impact World Championship | 21:31 |
| (c) – mistrz/mistrzyni przed walkąP – walka będzie miała miejsce w pre-show*Karta może jeszcze ulec zmianie | | |       |